# Ахмадов, Ильяс Хамзатович
Илья́с Хамза́тович Ахма́дов (19 декабря 1960, Казахская ССР) — чеченский государственный, военный и политический деятель. Занимал пост министра иностранных дел (МИД) Чеченской Республики Ичкерия. Полковник ВС ЧРИ. Писатель, автор книг о войнах в Чечне. В 2004 году получил политическое убежище в США. 

## Биография
Родился 19 декабря 1960 года в Казахской ССР в семье депортированных чеченцев. В 1991 году окончил Ростовский государственный университет. Был офицером Советской армии. С 1991 по 1994 год занимался бизнесом в Москве.
В 1991 году Джохар Дудаев назначил Ахмадова первым заместителем министра иностранных дел Чеченской республики Ичкерии.
В августе 1994 года Ильяс Ахмадов в составе отряда Шамиля Басаева участвовал в боях в Аргуне против оппозиционного отряда Руслана Лабазанова. Во время перестрелки получил ранение в ногу и находился на лечении за пределами Чеченской Республики в течение 4 месяцев.

## Первая Чеченская война
После начала Первой чеченской войны в декабре 1994 году вернулся в Чечню, участвовал в военных действиях против российской армии. Был адъютантом Шамиля Басаева. Входил в ближайшее окружение президента Аслана Масхадова.
31 декабря 1994 года принимал участие в боях за Грозный в качестве добровольца в Старопромысловском районе Грозного.

## Министр иностранных дел ЧРИ
В июне 1999 года президент ЧРИ Аслан Масхадов назначил его министром иностранных дел. Возможно, именно тогда же Ахмадов был в Чечне в последний раз. Ахмадов посещал различные страны, где пытался привлечь внимание правительств этих стран и руководство международных организаций к «российскому вмешательству в дела республики Ичкерия». В конце 1999 года посетил Чехию. В феврале 2000 года он был принят уполномоченным МИД ФРГ по правам человека, после чего провёл пресс-конференцию. Российский МИД заявил протест.
В мае 2000 года Ахмадову была выдана многократная виза на въезд в США, что вызвало некоторые осложнения при подготовке российско-американского саммита, так как, по заявлениям российской стороны, Ахмадов «представляет интересы чеченских террористов».
В июне 2000 года встречался с госсекретарём США Мадлен Олбрайт и со Збигневом Бжезинским.
В 2004 году решением иммиграционного суда в Бостоне (штат Массачусетс) Ахмадову было представлено политическое убежище. Российские власти безуспешно пытались это решение опротестовать. В 2004 году американский неправительственный «Национальный фонд демократии» предоставил Ахмадову исследовательский грант Рейгана-Фасцелла, в рамках работы по которому Ахмадовым была написана и опубликована книга: «Борьба Чечни: победа и поражение» (англ. The Chechen Struggle: Independence Won and Lost). Книга вышла в издательстве Macmillan в 2010 году, предисловие к книге написал политолог Збигнев Бжезинский.
20 января 2011 года в Вашингтоне в Фонде развития демократии прошла презентация книги. Книга вызвала очередной протест российских властей и акции возмущенной общественности у посольства США в Москве.
В настоящее время Ильяс Ахмадов проживает в США.
Женат, имеет трех сыновей.

## Публикации
на русском языке
- Ильяс Ахмадов. Чеченская борьба: завоеванная и потерянная независимость.
- Экологический кризис.

на английском языке
- Ilyas Akhmadov, Miriam Lanskoy. The Chechen Struggle: Independence Won and Lost. — Palgrave Macmillan, 2010. ISBN 0-230-10534-3
- Ilyas Akhmadov, Nicholas Daniloff. Chechnya's Secret Wartime Diplomacy: Aslan Maskhadov and the Quest for a Peaceful Resolution
- Russia's Dirty War Against Chechnya, 24 февраля 2005
- Talk peace in Chechnya in The Boston Globe, 29 сентября 2003
- A Chechnya Plan: Talk in The Washington Post, 10 декабря 2004
- Russia's Forgotten War in The Boston Globe, 24 февраля 2005

### Интервью
на английском языке
- June 1999 interview about the first war
- Chechnya fears 'total destruction' from BBC News, November 9, 1999
- Chechen Foreign Minister of Chechnya Ilyas Akhmadov Visits RFE from Radio Free Europe/Radio Liberty, 15 November 1999